# Actinocladum
Actinocladum  McClure ex Soderstr. é um género de botânico de bambus pertencente à família Poaceae, subfamília Bambusoideae, tribo Bambuseae.
O gênero é composto por uma única espécie, nativa da América do Sul:

## Espécies
- Actinocladum verticillatum  (Nees) F.A.McClure ex T.R.Soderstrom